# Sphagnum gracilescens
Sphagnum gracilescens är en bladmossart som beskrevs av Georg Ernst Ludwig Hampe och C. Müller 1862. Sphagnum gracilescens ingår i släktet vitmossor, och familjen Sphagnaceae. Inga underarter finns listade i Catalogue of Life.